# ابن منیر طرابلسی
احمد بن مُنیر طرابلسی الرَفّاء (۱۰۸۰م - ۱۱۳۵م) (نسب: ابوالحسین احمد بن منیر بن مُفلِح) نثرنویس و شاعر عربی شامی بود. 